# Côte Bleue
La Côte Bleue est un secteur du littoral méditerranéen situé à l’ouest de Marseille jusqu'à l'embouchure du canal de Caronte, émissaire de l'étang de Berre. C'est la bordure maritime des communes du Rove, d'Ensuès-la-Redonne, de Carry-le-Rouet, de Sausset-les-Pins et de Martigues.
Le nom de « Côte Bleue » fait référence à la couleur de l'eau le long de la chaîne de l'Estaque (ou chaîne de la Nerthe).

## Géographie

### Situation
Moins réputé mais tout aussi spectaculaire et remarquable que le massif des Calanques situé entre Marseille et Cassis, le littoral de la Côte Bleue, entre Carro (commune de Martigues) et L'Estaque (quartier de Marseille) est également composé d'une succession de calanques calcaires, abritant de petits ports et des plages ou criques parfois difficiles d'accès.
D’est en ouest, on trouve, :
- sur la commune du Rove : la calanque de l'Establon, de La Vesse, de Figuerolles, de Niolon, du Jonquier, du Riflard, de l'Érevine (partiellement)
- sur la commune d'Ensuès-la-Redonne : la calanque  de l'Érevine (partiellement), du Petit Méjean, du Grand Méjean, des Figuières, des Athénors, de la Redonne, du Puy, des Eaux salées (partiellement)
- sur la commune de Carry-le-Rouet : la calanque des Eaux salées (partiellement), de la Tuilière
- les autres criques, depuis le Rouet jusqu'à La Couronne, ne sont pas considérées comme des calanques, à l'exception de la Tuilière (cf. supra).

### Faune et flore

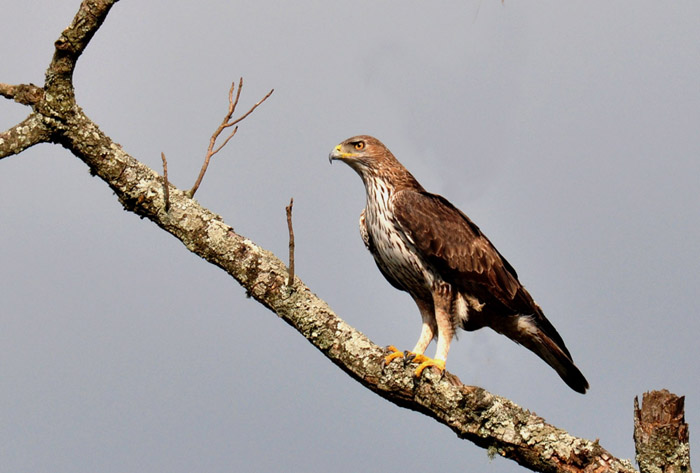
L'aigle de Bonelli.

La végétation naturelle est constituée essentiellement de garrigues, puis de prairies de brachypode rameux. La végétation est clairsemée dans certaines zones arides en raison de la pente ou de l'absence de sol, plus dense et uniforme dans d'autres zones. Les anciens massifs de pins (pin d'Alep) ont été dégradés au XXe siècle par l'extension agricole, les feux de forêt et le surpâturage des chèvres. Les espèces de cette végétation semi-désertique sont des arbustes (chêne kermès, romarin, argelàs, genévrier...) et des plantes herbacées méditerranéennes (hélianthème à feuilles de lavande, thym).
En raison de la végétation clairsemée, la diversité des espèces animales est réduite en comparaison d'autres massifs littoraux provençaux. Les espèces d'intérêt patrimonial répertoriées sont essentiellement des animaux vivant en milieu ouvert ou rocheux : aigle de Bonelli, traquet oreillard, faucon pèlerin, martinet pâle, lézard ocellé, etc.

### Transports
De la sortie de Marseille (quartier de L'Estaque) jusqu'à Carry-le-Rouet, aucune route ne suit la côte, dont les rochers tombent à pic dans la mer, laissant à peine la place aux petits ports blottis dans leurs calanques. Mais une voie ferrée y a été construite au tout début du XXe siècle, qui s'accroche aux rochers du bord de mer, et donne aux voyageurs une vue exceptionnelle sur la rade de Marseille.
En outre, pour les randonneurs, un sentier pédestre (le sentier des Douaniers), permet de parcourir la côte, au plus près du rivage.

### Galerie de photographies

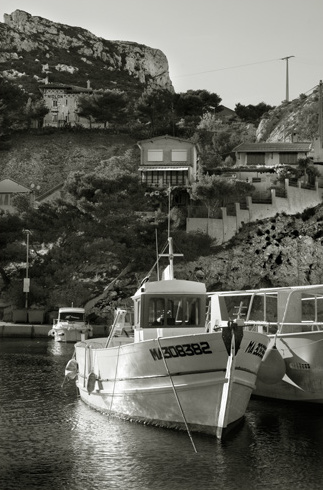
Le port de Niolon.
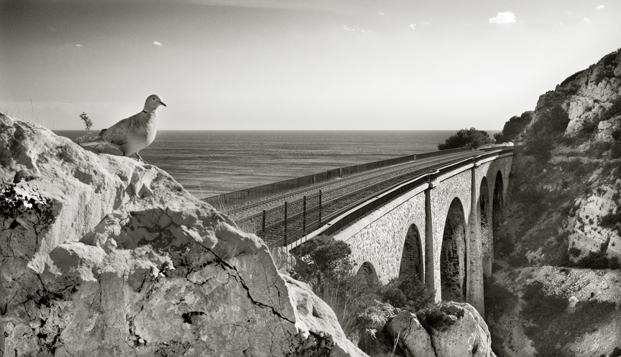
Niolon, vers le sentier de la Côte Bleue.
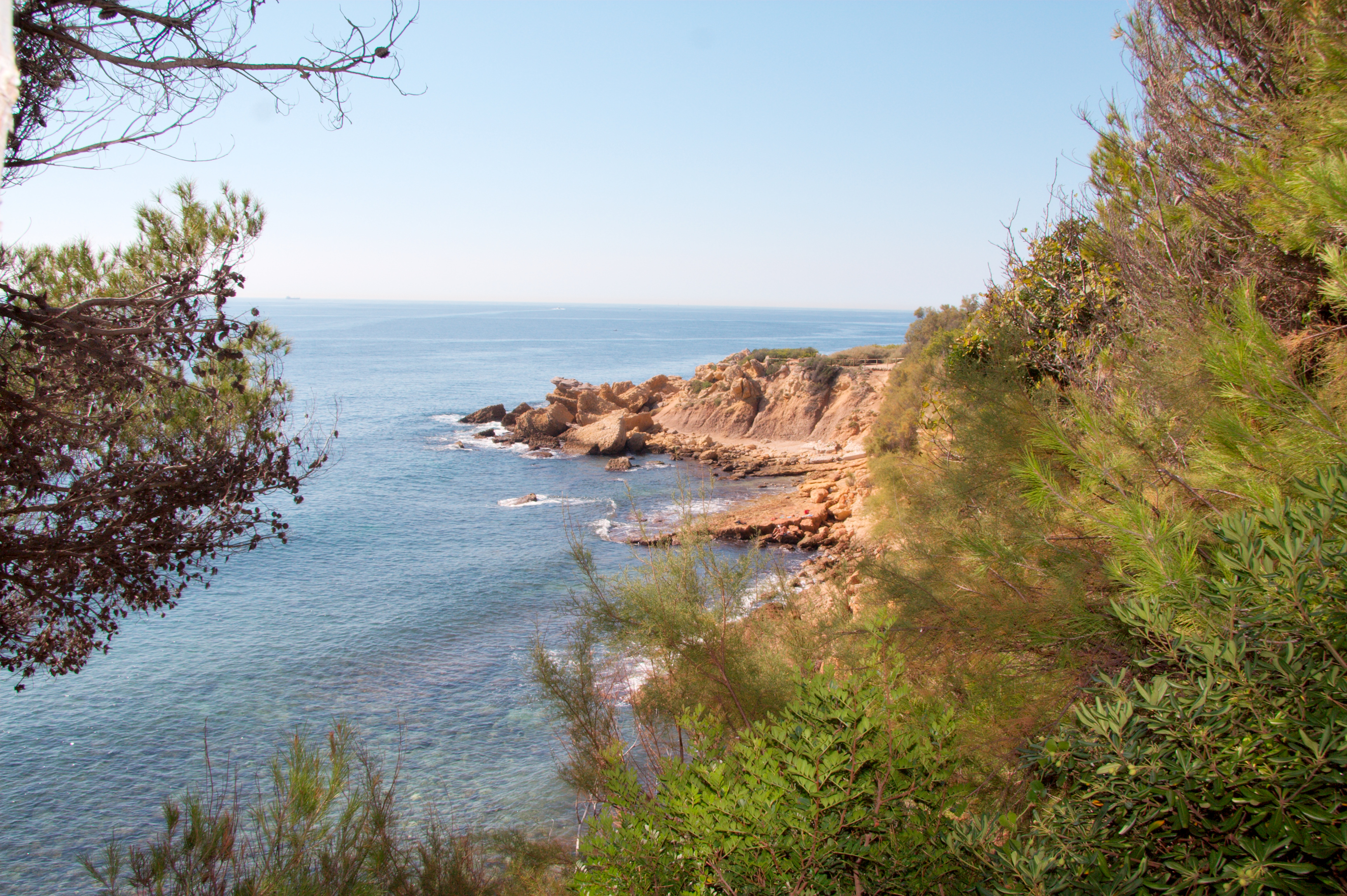
Vers Carry-le-Rouet.
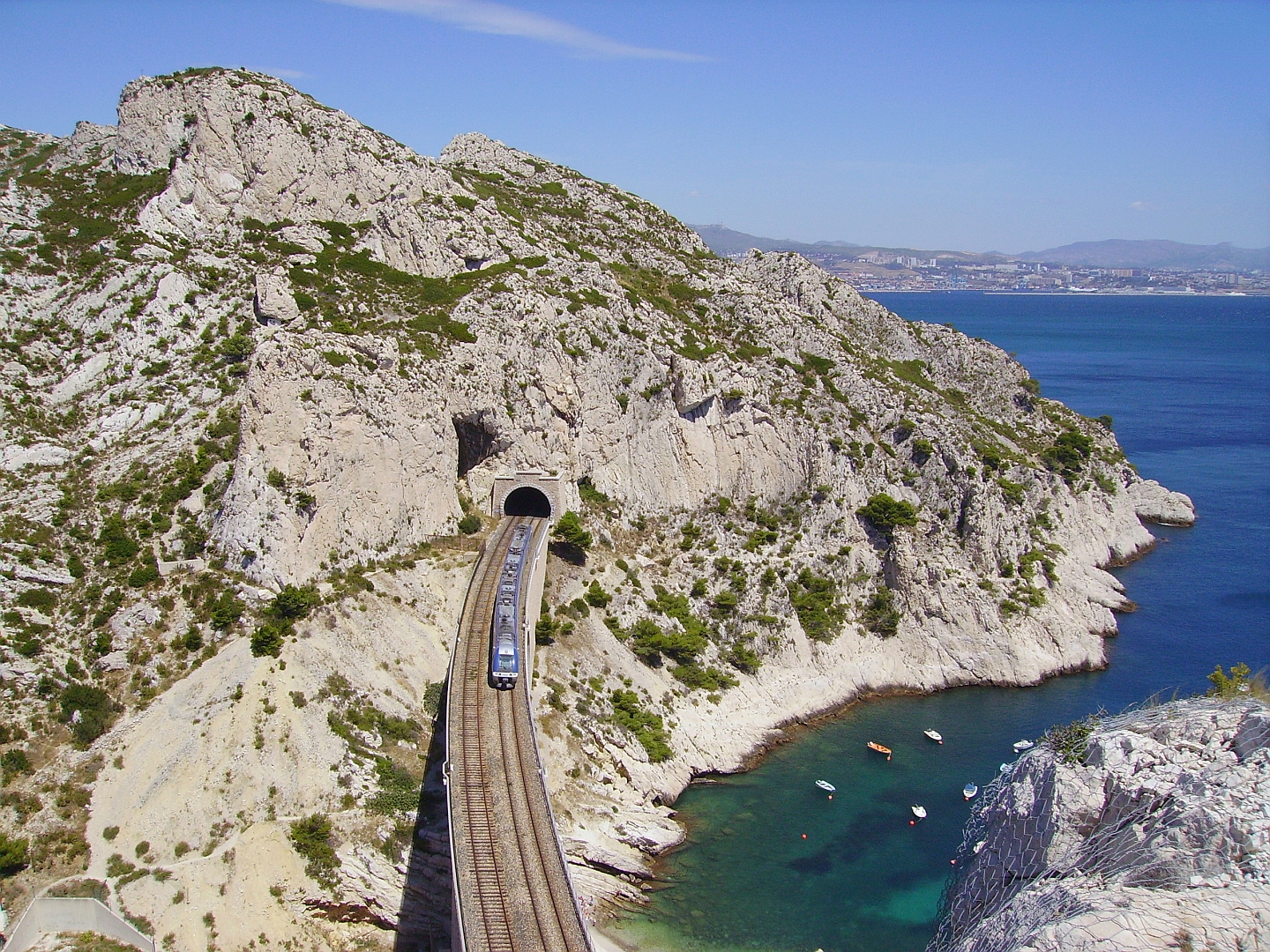
La calanque de La Vesse, avec le viaduc de la ligne ferroviaire.
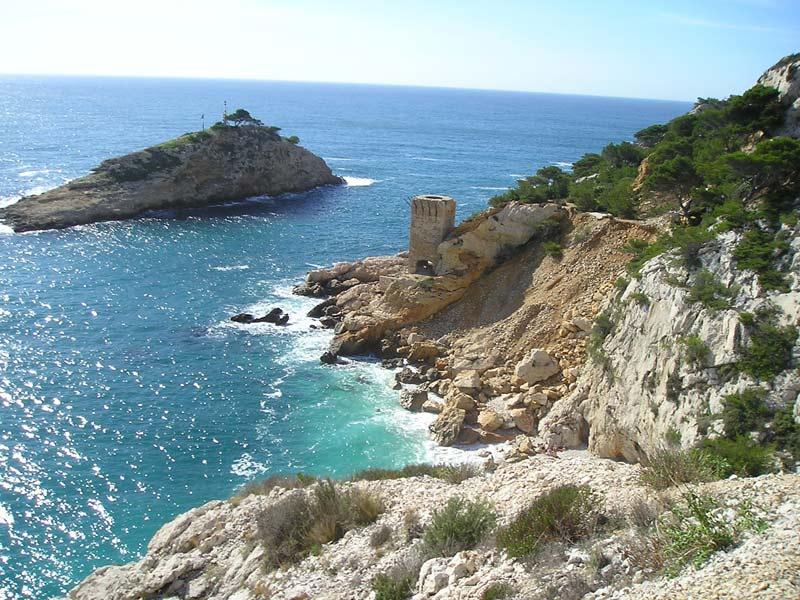
Le tombant de l'Érevine, vu des hauteurs de Niolon.

## Histoire
Le littoral de la Côte Bleue est occupée par l'homme préhistorique, comme en témoignent les traces archéologiques de l'abri de Méjean. 
Si le littoral constitue un site privilégié pour l’activité liée à la pêche, chaque anse, plage, crique représente une possibilité d’accostage . La Côte Bleue voit ainsi naître une activité dès la fin de l’époque hellénistique (IIe-Ier s. av. J.-C.) : l’implantation de carrières, notamment à l’Anse de la Beaumaderie, située à La Couronne (Bouches-du-Rhône) commune de Martigues, extractions qui serviront à ériger la cité Phocéenne de Marseille. Ces carrières ont été exploitées depuis au moins le IIIe s. av. J.-C. jusqu’au XXe s., avec une activité massive à certaines périodes, comme au plus tard, au XVIIe s. 
Du Moyen-Âge à l'époque moderne, les hameaux du littoral sont habités par des agriculteurs et pêcheurs.
Au XIXe siècle (vers 1860), les forts militaires de Niolon et Figuerolles sont construits.
En 1915 la ligne de trains entre Miramas et Marseille permet le désenclavement des villages du littoral.
Après la Seconde Guerre mondiale, le fort militaire de Niolon est désaffecté et transféré à la Fédération Française de plongée sous-marine (FFESSM), qui s'associe à l'UCPA pour en faire l'une de ses 7 bases fédérales de formation des moniteurs, et la seule de Méditerranée.

## Protection environnementale
En 2016, la majorité des terrains du littoral entre les calanques de L'Establon et de Méjean sont la propriété du Conservatoire du littoral, un établissement public dont la mission est de protéger le littoral français des constructions (logements, hôtels) et des aménagements artificiels (routes, digues). Cette zone, gérée par un comité de parties-prenantes locales, est dénommé « Parc Marin de la Côte Bleue ». Il s'agit de la seule aire marine protégée française à bénéficier de cette appellation, à bien distinguer de celles de parc national et de parc naturel marin, qui relèvent de la compétence de l’État.
Vers 1970, des rassemblements fonciers avaient été constitués par des sociétés immobilières, pour des projets de grandes constructions (logements) sur le littoral des communes du Rove et d'Ensuès. Afin d'empêcher l'urbanisation de cette partie du littoral, les deux municipalités interdirent toute construction sur ces terrains. Vers 1980, le Conservatoire du littoral devient propriétaire d'une partie des terrains.
Dans les années 2010, le Conservatoire acquiert d'autres terrains possédés par le ministère de la Défense (forts de Niolon et Figuerolles).
En 2006, les falaises de Niolon sont classées comme site Natura 2000.
D'autres secteurs délimité sont classés en zone naturelle d'intérêt écologique, faunistique et floristique de type I : un ZNIEFF marine entre Rouet et Niolon.
En mai 2016, une zone terrestre plus importante nommée « Côte bleue - chaîne de l'Estaque » est classée en zone de protection spéciale (site Natura 2000), comprenant des terrains non urbanisés sur les communes de Carry-le-Rouet, Châteauneuf-les-Martigues, Ensuès-la-Redonne, Gignac-la-Nerthe, Le Rove et Sausset-les-Pins,.

### Parc Marin de la Côte Bleue
Fin 1982, une zone marine protégée de 85 hectares est créée sur le littoral entre le port de Carry-le-Rouet et le cap de Nantes. Toutes les formes de pêche y sont interdites, ainsi que la plongée en scaphandre et le mouillage de bateaux, et la gestion est confiée à un syndicat mixte ouvert, avec comme membres associés les pêcheurs professionnels.
Sausset-les-Pins fait partie du parc marin de la Côte Bleue depuis 1983.
En 1996, une zone marine protégée de 210 hectares est créée devant le cap Couronne, débutant à environ 50 mètres de la côte, avec les mêmes interdictions.
Depuis 2000, la gestion de ce parc marin est assurée par le syndicat mixte Parc Marin de la Côte Bleue (auparavant constitué en association loi de 1901 de 1983 à 2000).
En 2009, une large part des eaux faisant face à la Côte Bleue (189 km²) sont reconnus zone Natura 2000 en mer (Zone Spéciale de Conservation de la Directive Habitats), sous le nom « Côte Bleue Marine ». Ce site Natura 2000 n'épouse cependant pas les contours du Parc Marin (plus étroit et plus allongé).
En 2012, le périmètre du parc marin est érigé au statut d'« Aire spécialement protégée d'importance méditerranéenne » (ASPIM), et bénéficie depuis 2014 d'une inscription sur la Liste verte de l'UICN, reconnaissance de la qualité de sa gestion.
En novembre 2015, une large zone maritime, entre La Couronne à l'ouest, l'Estaque à l'est et un point au large au sud, est classée en zone de protection spéciale (Natura 2000), sous le nom de « Côte Bleue Marine ».
Le parc compte aussi deux réserves intégrales (85 ha à Carry et 210 ha à Couronne), classées « 1b » selon la classification de l'UICN (niveau de protection le plus élevé)[évasif], et qui devraient également être reconnues comme ZPF de l’État.

## Arts et culture

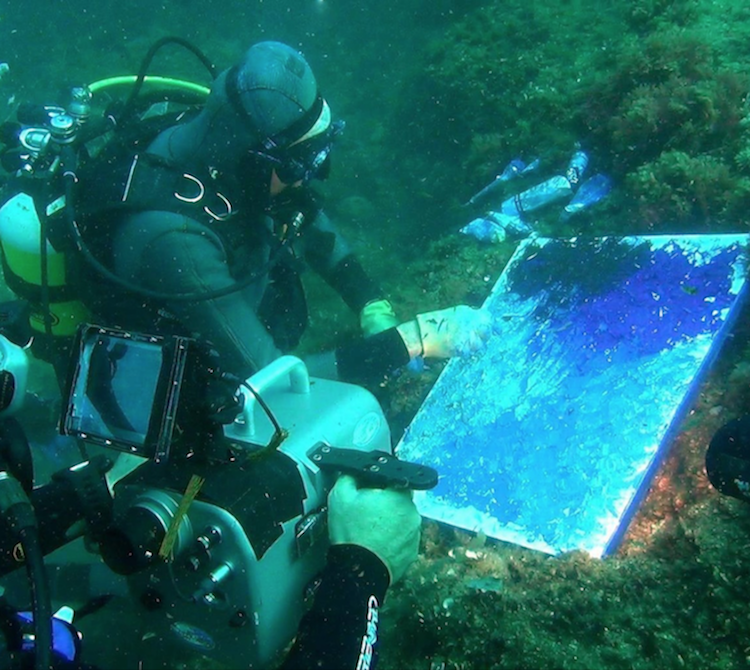
Les reportages sous-marins de la Côte Bleue André Laban pour TF1 et Maecene Arts en 2014

Les fonds marins de la Côte Bleue ont inspiré le peintre André Laban, ancien bras droit du Commandant Jacques-Yves Cousteau, qui y réalisa une cinquantaine de toiles en plongée jusqu'en 2014.